# 堀内日出男
堀内 日出男（ほりうち ひでお、1935年（昭和10年）2月19日 - 2018年（平成30年）6月18日）は、昭和から平成時代の政治家。北海道歌志内市長。

## 経歴
北海道空知郡歌志内村（歌志内町を経て現歌志内市）に生まれる。北海道砂川北高等学校卒業。通算21年以上にわたり歌志内市議会議員を務めたのち、1988年（昭和63年）歌志内市長に当選し、1期務めた。

## 栄典
位階
- 2018年（平成30年）8月16日 - 従五位[2]

勲章等
- 2013年（平成25年） - 旭日小綬章[2]